# Kostiantyn Żewaho
Kostiantyn Wałentynowycz Żewaho, ukr. Костянтин Валентинович Жеваго (ur. 7 stycznia 1974 w miejscowości Iultin w obwodzie magadańskim w Rosji) – ukraiński polityk, przedsiębiorca, kandydat nauk ekonomicznych, właściciel klubu piłkarskiego Worskła Połtawa.

## Życiorys
Od 1993 zajmuje się biznesem. Został wówczas dyrektorem finansowym grupy „Finanse i Kredyt”, stając się później jej faktycznym właścicielem. W 2008 znalazł się na 5. miejscu najbogatszych Ukraińców z majątkiem rzędu 2 mld USD. Kontroluje spółki finansowe, przemysłu ciężkiego oraz producentów samochodów, a także inwestycje na Węgrzech i Macedonii. Jako działacz sportowy zaangażował się w pracę w klubie Worskła Połtawa, w którym objął funkcję honorowego prezesa.
W 1998 i 2002 był wybierany do Rady Najwyższej III i IV kadencji w okręgu jednomandatowym w obwodzie połtawskim. Wielokrotnie zmieniał frakcje parlamentarne, działając w ugrupowaniach wspierających aktualną większość rządową. Od 2003 do 2004 wchodził w skład klubu Regiony Ukrainy, związanego z Partią Regionów Wiktora Janukowycza. W grudniu 2004 w trakcie pomarańczowej rewolucji przeszedł na stronę opozycji, która wkrótce przejęła władzę.
W 2006 został posłem z listy Bloku Julii Tymoszenko, stając się jednym z głównych sponsorów tego ugrupowania. W 2007 działacze Partii Regionów usiłowali przeciągnąć go na stronę rządu, grożąc zablokowaniem jego najnowszej inwestycji (budowy huty w okolicach Połtawy).
Ostatecznie przedsiębiorca nie złożył mandatu, jednak pozostał w BJuT. W przedterminowych wyborach w tym samym roku z listy tej koalicji po raz czwarty uzyskał mandat deputowanego. W 2012 i w 2014 ponownie wybierany do parlamentu w okręgu większościowym jako kandydat niezależny.